# Csen Zso-lin
Csen Zso-lin (Chen Ruolin) (kínai nyelven: 陈若琳, az angolban elterjedt írásmód szerint: Chen Ruolin; Nantung (Nantong), Csiangszu (Jiangsu), Kína, 1992. december 12. –) olimpiai bajnok kínai műugró.

## Élete

### Sporttevékenysége
Csen Zso-lin (Chen Ruolin) négyévesen kezdett el műugrással foglalkozni, a nantung (nantong)i Ifjúsági Sportintézetben. Már mindent megnyert, amit a toronyugrásban lehetett. Ő az első kínai műugró, aki a 10 méteres számban egyéniben és párosban is olimpiai-, világ- és Ázsia-bajnok. 2010-ben a nemzetközi szövetség az év műugrójának választotta. A 2008-as olimpián ő volt a legalacsonyabb sportoló, de a 136 centije nem zavarta abban, hogy a csúcsra törjön. 2007-ben komoly botrány övezte világbajnoki szereplését, amikor az első hivatalos nevezési listán 1994.04.26-os születési dátummal szerepelt, majd ezt 1992.12.12-re korrigálták.
2012-ben, a „Zöld tea hercegnője” és Peking kétszeres olimpiai bajnoka a londoni olimpián ismét diadalmaskodott, mikor Vang Haóval (Wang Haóval) alkotva párost megnyerte a női szinkron toronyugrás versenyét. Ugyanitt, a női egyéni toronyugrás döntőjében, csakúgy mint négy évvel korábban aranyérmet szerzett.
2015-ben, a kazanyi úszó-világbajnokság 10 méteres szinkronugrásának döntőjében – Liu Haj-hsziával (Liu Huixiával) az oldalán – megvédte világbajnoki címét, míg a műugrók csapatversenyében Xie Siyi-vel (Hszie Sze-jivel) bronzérmes lett.
23 esztendős volt, amikor az ötödik ötkarikás aranyérmét gyűjtötte be Rióban, a 2016. évi nyári olimpiai játékok szinkron toronyugrásában.

## Eredmények
| Sportesemény                                     | Versenyszámok | Versenyszámok | Versenyszámok | Versenyszámok | Versenyszámok |
| Sportesemény                                     | 1 m           | 3 m           | 3 m szinkron  | 10 m torony   | 10 m szinkron |
| ------------------------------------------------ | ------------- | ------------- | ------------- | ------------- | ------------- |
| 2006-os ázsiai játékok, Doha                     | –             | –             | –             |               |               |
|                                                  |               |               |               |               |               |
| 2007-es úszó-világbajnokság, Melbourne           | –             | –             | –             |               |               |
|                                                  |               |               |               |               |               |
| 2008. évi nyári olimpiai játékok, Peking         | –             | –             | –             |               |               |
| 2009-es Grand Prix, Sencsen                      | –             | –             | –             |               | –             |
| 2009-es úszó-világbajnokság, Róma                | –             | –             | –             |               |               |
|                                                  |               |               |               |               |               |
| 2010-es műugró-világkupa, Csangcsou              | –             | –             | –             |               |               |
| 2010-es ázsiai játékok, Kanton                   | –             | –             | –             | –             |               |
|                                                  |               |               |               |               |               |
| 2011-es úszó-világbajnokság, Sanghaj             | –             | –             | –             |               | *             |
| 2011-es nyári universiade, Sencsen               | –             | –             | –             | –             | °             |
| 2011-es Grand Prix, Fort Lauderdale              | –             | –             | –             |               | –             |
|                                                  |               |               |               |               |               |
| 2012-es műugró-világkupa, London                 | –             | –             | –             |               | *             |
| 2012. évi nyári olimpiai játékok, London         | –             | –             | –             |               | *             |
|                                                  |               |               |               |               |               |
| 2013-as úszó-világbajnokság, Barcelona           | –             | –             | –             |               | –             |
|                                                  |               |               |               |               |               |
| 2015-ös úszó-világbajnokság, Kazany              | –             | –             | –             | –             | **            |
|                                                  |               |               |               |               |               |
| 2016-os műugró-világkupa, Rio de Janeiro         | –             | –             | –             | –             | **            |
| 2016. évi nyári olimpiai játékok, Rio de Janeiro | –             | –             | –             | –             | **            |

_______
A forrás nélküli hivatkozásokat lásd itt!
° Vang Hszin
* Vang Hao (Wang Hao)
** Liu Huj-hszia (Liu Huixia)
Csapatversenyeken
| Sportesemény                        | Partnere                | Eredmény | Megjegyzés |
| ----------------------------------- | ----------------------- | -------- | ---------- |
| 2015-ös úszó-világbajnokság, Kazany | Hszie Sze-ji (Xie Siyi) |          | vegyes     |